# John Brydges (marquis de Carnarvon)
John Brydges, marquis de Carnarvon (15 janvier 1703 – 7 avril 1727), titré vicomte Wilton de 1714 à 1719, est un homme politique britannique, héritier présomptif du duc de Chandos.

## Biographie
Il est le quatrième, mais le fils aîné survivant de James Brydges, 1er duc de Chandos et de sa première épouse Marie. Il fait ses études à Westminster School, dont il est diplômé en 1718. Le vicomte de Wilton, comme il est alors titré, est immatriculé à l'Université d'Oxford le 4 novembre 1719, et devient Docteur en droit civil le 8 avril 1721. Il étudie également à Leyde cette année. Carnarvon complète sa formation par un Grand Tour de l'Europe, de 1721 à 1723.
Après son retour en Angleterre, il épouse Catherine Tollemache, la fille de Lionel Tollemache (3e comte de Dysart), le 1er septembre 1724. Le couple a deux enfants,:
- Catherine Brydges (17 décembre 1725 – 16 mai 1807), mariée au capitaine William Berkeley Lyon et en deuxièmes noces à Edwyn Francis Stanhope, par ce dernier, elle est la mère d'Henry Edwyn Stanhope, 1er baronnet
- Jane Brydges (28 avril 1727 – 1er mars 1776), épouse James Brydges de Pinner, sans descendance

Carnarvon est élu dans la circonscription de Steyning en janvier 1726, lors d'une élection partielle à la suite de la mort de John Pepper. Cependant, il est décédé en avril 1727 de la Variole. Sa place est occupée par William Stanhope, plus tard, ambassadeur en Espagne.